# 하치스카 모치아키
하치스카 모치아키(蜂須賀茂韶, 고카 3년 음력 8월 8일(1846년 9월 28일) ~ 다이쇼 7년(1918년) 2월 10일)는 막말의 다이묘이다. 아와 도쿠시마번 제14대(최후) 번주. 메이지 시대에 활동한 근대 일본의 정치가, 사상가, 교육자이다. 천황 중심제에 찬성하여 친천황파로 돌아섰고, 문부대신과 도쿄부지사 등을 거쳐 제2대 일본 귀족원 의장을 역임했다.

## 일화
메이지 천황 앞에서 담배를 한 개피 집어든 해프닝이 ‘선조가 도적 출신’이라는 농담으로 이어졌고, 이로 인해 하치스카 후작가 측에선 선조의 명예 회복을 위해 역사학자에게 조사를 의뢰하기도 하였다.